# الاکوآ کاکس
الاکوآ کاکس (انگلیسی: Alaqua Cox؛ زادهٔ ۱۳ فوریهٔ ۱۹۹۷) یک هنرپیشه بومی آمریکایی است. او مایا لوپز/ اکو را در دنیای سینمایی مارول در مجموعه هاکای (۲۰۲۱) از دیزنی پلاس و به عنوان قهرمان سریال اکو به تصویر می‌کشد.
کاکس در دنیای سینمایی مارول نقش مایا لوپز / اکو در سریال هاکای (۲۰۲۱) برای پلت‌فرم دیزنی پلاس و اسپین‌آفی با تمرکز بر این شخصیت را ایفا خواهد کرد.

## اوایل زندگی
کاکس از النا و بیل کاکس به صورت ناشنوا متولد شد. او در منطقه رزرواسیون سرخپوستان منومینی در کشنا، ویسکانسین به دنیا آمد و بزرگ شد و از قبایل منومینی و موهیکان است. او سه خواهر و برادر دارد: ویل، جردن و کتی. او در مدرسه ناشنوایان ویسکانسین تحصیل کرد، جایی که از سال ۲۰۱۴ تا ۲۰۱۵ در تیم بسکتبال دختران و در تیم والیبال بازی کرد.
کاکس یک قطع عضو داشته و پایش مصنوعی است. او به‌طور عمومی نحوه مجروح شدن خود را فاش نکرده‌است.

## حرفه
او در ۳ دسامبر ۲۰۲۰ در اولین نقش بازیگری خود برای بازی در سریال هاکای در نقش اکو انتخاب شد. نایل دی‌مارکو، فعال ناشنوا و بسیاری دیگر از بازیگران این نقش را تشویق کردند. در ژوئن ۲۰۲۱، دیوید دبلیو. مک، یکی از خالقان اکو، با ابراز قدردانی از کاکس به دلیل اینکه نماینده جوانان ناشنوا و بومی بود، به اخبار سریال تلویزیونی اکو واکنش نشان داد: «من در مدرسه‌های ناشنوایان در آفریقا، آسیا و اروپا درس دادم و در کار من برای وزارت خارجه ایالات متحده، دانشجویان عاشق اکو هستند و از این بابت خوشحال هستند.»
کاکس روی فرش قرمز برای اولین بار در هاکای حضور داشت. «این واقعاً دیوونه‌کننده است که من بعد از هاکای مجموعه تلویزیونی خودم را خواهم داشت.» او به خبرنگار ورایتی گفت: «این اولین نقش بازیگری من بود. نمی‌دانم چرا آن‌ها این فرصت را به من می‌دهند، اما من فقط سپاسگزارم. من برای حمایت از جامعهٔ ناشنوایان هیجان‌زده هستم. ما می‌خواهیم این برابری را داشته باشیم و افراد بیشتری را درگیر کنیم. من فقط برای همه فرصت‌هایی که به من داده شده بسیار سپاسگزارم.» کاکس به مجله دی۲۳ دیزنی گفت که جرمی رنر و هیلی استاینفلد هر دو برای یادگیری زبان اشاره آمریکایی تلاش کردند تا بتوانند راحت‌تر با او ارتباط برقرار کنند. «فکر می‌کردم تلاش آنها برای یادگیری پایه زبان برای برقراری ارتباط با من بسیار شیرین است. این امر برای من به عنوان یک ناشنوا معنی زیادی دارد.»

## فیلم‌شناسی

### تلویزیون
| سال  | عنوان | نقش             | یادداشت‌ها |
| ---- | ----- | --------------- | --------- |
| ۲۰۲۱ | هاکای | مایا لوپز / اکو | نقش فرعی  |
| ۲۰۲۳ | اکو   | مایا لوپز / اکو | نقش اصلی  |